# 1668 год
1668 (ты́сяча шестьсо́т шестьдеся́т восьмо́й) год  по григорианскому календарю — високосный год, начинающийся в воскресенье. Это 1668 год нашей эры, 8‑й год 7‑го десятилетия XVII века 2‑го тысячелетия, 9‑й год 1660‑х годов. Он закончился 357 лет назад.
| Пн | Вт | Ср | Чт | Пт | Сб | Вс |
|    |    |    |    |    |    | 1  |
| 2  | 3  | 4  | 5  | 6  | 7  | 8  |
| 9  | 10 | 11 | 12 | 13 | 14 | 15 |
| 16 | 17 | 18 | 19 | 20 | 21 | 22 |
| 23 | 24 | 25 | 26 | 27 | 28 | 29 |
| 30 | 31 |    |    |    |    |    |

| Пн | Вт | Ср | Чт | Пт | Сб | Вс |
|    |    | 1  | 2  | 3  | 4  | 5  |
| 6  | 7  | 8  | 9  | 10 | 11 | 12 |
| 13 | 14 | 15 | 16 | 17 | 18 | 19 |
| 20 | 21 | 22 | 23 | 24 | 25 | 26 |
| 27 | 28 | 29 |    |    |    |    |

| Пн | Вт | Ср | Чт | Пт | Сб | Вс |
|    |    |    | 1  | 2  | 3  | 4  |
| 5  | 6  | 7  | 8  | 9  | 10 | 11 |
| 12 | 13 | 14 | 15 | 16 | 17 | 18 |
| 19 | 20 | 21 | 22 | 23 | 24 | 25 |
| 26 | 27 | 28 | 29 | 30 | 31 |    |

| Пн | Вт | Ср | Чт | Пт | Сб | Вс |
|    |    |    |    |    |    | 1  |
| 2  | 3  | 4  | 5  | 6  | 7  | 8  |
| 9  | 10 | 11 | 12 | 13 | 14 | 15 |
| 16 | 17 | 18 | 19 | 20 | 21 | 22 |
| 23 | 24 | 25 | 26 | 27 | 28 | 29 |
| 30 |    |    |    |    |    |    |

| Пн | Вт | Ср | Чт | Пт | Сб | Вс |
|    | 1  | 2  | 3  | 4  | 5  | 6  |
| 7  | 8  | 9  | 10 | 11 | 12 | 13 |
| 14 | 15 | 16 | 17 | 18 | 19 | 20 |
| 21 | 22 | 23 | 24 | 25 | 26 | 27 |
| 28 | 29 | 30 | 31 |    |    |    |

| Пн | Вт | Ср | Чт | Пт | Сб | Вс |
|    |    |    |    | 1  | 2  | 3  |
| 4  | 5  | 6  | 7  | 8  | 9  | 10 |
| 11 | 12 | 13 | 14 | 15 | 16 | 17 |
| 18 | 19 | 20 | 21 | 22 | 23 | 24 |
| 25 | 26 | 27 | 28 | 29 | 30 |    |

| Пн | Вт | Ср | Чт | Пт | Сб | Вс |
|    |    |    |    |    |    | 1  |
| 2  | 3  | 4  | 5  | 6  | 7  | 8  |
| 9  | 10 | 11 | 12 | 13 | 14 | 15 |
| 16 | 17 | 18 | 19 | 20 | 21 | 22 |
| 23 | 24 | 25 | 26 | 27 | 28 | 29 |
| 30 | 31 |    |    |    |    |    |

| Пн | Вт | Ср | Чт | Пт | Сб | Вс |
|    |    | 1  | 2  | 3  | 4  | 5  |
| 6  | 7  | 8  | 9  | 10 | 11 | 12 |
| 13 | 14 | 15 | 16 | 17 | 18 | 19 |
| 20 | 21 | 22 | 23 | 24 | 25 | 26 |
| 27 | 28 | 29 | 30 | 31 |    |    |

| Пн | Вт | Ср | Чт | Пт | Сб | Вс |
|    |    |    |    |    | 1  | 2  |
| 3  | 4  | 5  | 6  | 7  | 8  | 9  |
| 10 | 11 | 12 | 13 | 14 | 15 | 16 |
| 17 | 18 | 19 | 20 | 21 | 22 | 23 |
| 24 | 25 | 26 | 27 | 28 | 29 | 30 |

| Пн | Вт | Ср | Чт | Пт | Сб | Вс |
| 1  | 2  | 3  | 4  | 5  | 6  | 7  |
| 8  | 9  | 10 | 11 | 12 | 13 | 14 |
| 15 | 16 | 17 | 18 | 19 | 20 | 21 |
| 22 | 23 | 24 | 25 | 26 | 27 | 28 |
| 29 | 30 | 31 |    |    |    |    |

| Пн | Вт | Ср | Чт | Пт | Сб | Вс |
|    |    |    | 1  | 2  | 3  | 4  |
| 5  | 6  | 7  | 8  | 9  | 10 | 11 |
| 12 | 13 | 14 | 15 | 16 | 17 | 18 |
| 19 | 20 | 21 | 22 | 23 | 24 | 25 |
| 26 | 27 | 28 | 29 | 30 |    |    |

| Пн | Вт | Ср | Чт | Пт | Сб | Вс |
|    |    |    |    |    | 1  | 2  |
| 3  | 4  | 5  | 6  | 7  | 8  | 9  |
| 10 | 11 | 12 | 13 | 14 | 15 | 16 |
| 17 | 18 | 19 | 20 | 21 | 22 | 23 |
| 24 | 25 | 26 | 27 | 28 | 29 | 30 |
| 31 |    |    |    |    |    |    |

## События
- 1618—1683 — маньчжурское завоевание Китая. Процесс распространения власти маньчжурской империи Цин на территорию, принадлежавшую китайской империи Мин[1].
- 1640—1668 — закончилась Война за независимость Португалии. Серия народных волнений, конфликтов и военных действий, направленных на восстановление Португалией независимости от испанской короны[2].
  - 1662—1668 — английская экспедиция в Португалию[3].
  - 13 февраля — подписан мирный Лиссабонский договор при посредничестве Англии, по которому Испания признавала суверенитет Португалии и её новой правящей династии Браганса[4].
- 1645—1669 — Критская война. Война Османской империи с Венецианской республикой за богатое заморское владение Венеции остров Крит[5].
- 1666—1671 — Польско-казацко-татарская война. Боевые действия на Украине между Речью Посполитой и Османской империей (в реальности — между Гетманщиной и Крымским ханством)[6].
- 1667—1668 — закончилась Деволюционная война («деволюция» — термин фламандского наследственного права) Франции против Испании, Нидерландов, Швеции и Англии[7].
  - 23 января — Тройственный альянс. Образован в Гааге тройственный союз Англии, Швеции и Нидерландов, возникший в оборонительных целях, чтобы остановить экспансию Людовика XIV в Деволюционной войне[8].
  - 2 мая — Ахенский мир, закончивший Деволюционную войну. Присоединение к Франции Фландрии, Геннегау. Испания признала независимость Португалии[9].
- 13 февраля — подписан Лиссабонский договор между Португалией и Испанией, заключённый при посредничестве Англии, по которому Испания признавала суверенитет Португалии и её новой правящей династии Браганса[10].
- Левобережное восстание в Гетманщине.
- Французские войска оккупировали часть Фландрии, Франш-Конте и готовы были к маршу в Испанию и Германию.
- Учреждение государственного банка в Швеции.
- Крестьянские волнения в Шведской Лифляндии.
- Людовик XIV явился в парламент и собственноручно вырвал из книги протоколов все листы, относящиеся к периоду Фронды.
- 17 августа — в Анатолии (Малой Азии) около 8 тысяч человек стали жертвами землетрясения магнитудой 8.

## Русское государство
Царствование: 1645—1676 — Алексей Михайлович
- 1668—1669 — началось Левобережное восстание[11]:
  - Гетман П. Д. Дорошенко, воспользовавшись недовольством левобережных казаков политикой московского правительства прекратившего русско-польскую войну 1654—1667 годов, а также действиями московской воеводской администрации, при содействии И. М. Брюховецкого на короткое время подчинил своей власти часть левобережных полков[12].
  - Январь—сентябрь — неудачная осада Чернигова[13].
  - 8 (18) февраля — начался мятеж гетмана И. М. Брюховецкого ставшего на путь предательства русского царя, с целью отдать Левобережную Украину под владычество турецкого султана[14][15].
  - 3—6 июня — битва под Севском. Военные действия под Севском, в ходе которых русское войско под командованием боярина Григория Куракина разгромило крымско-ногайское войско хана Адиль Гирея и левобережных казаков гетмана Ивана Брюховецкого[11].
  - 18 июня — убит гетман Брюховецкий Иван Мартынович[11].
  - 1668—1672 — Демьян Многогрешный в Новгород-Северском избран гетманом Левобережной Украины[16].
- 22 августа — впервые поднят российский триколор.
- 1667—1676 — Соловецкое восстание[17].
  - 3 (13) мая в Соловецкий монастырь послан стряпчий И. А. Волохов для урегулирования конфликта[17].
  - 22 июня (2 июля) на Соловецком острове высаживается отряд в 157 стрельцов, монастырь оказался «заперт»[17].
  - Осада монастыря проводилась в летние месяца, на зиму войско уходило в Сумской острог[17].
- 1667—1669 — поход казаков с Дона «за зипунами» (добычей) на Волгу, Яик и в Каспийское море под руководством Степана Разина[18].
  - Казачий отряд Разина на 24 судах направился к берегам Ирана, разорил каспийское побережье от Дербента до Баку и достиг Решта. Во время переговоров персы напали на них и убили 400 человек. Казаки разгромили город Ферахабад. Близ устья Куры на казачьи суда напал иранский флот, но потерпел полный разгром.
- После разрушительного наводнения крепость Терки (Терки—4, всего 5) перенесена в Копань, где в 1669—1670 годах строилась под руководством английского полковника Т. Бейли[19].
- Конец 1668/начало 1669 — Грибоедов Фёдор Акимович, по указу царя, для обучения царских детей составил: «Историю о царях и великих князьях земли Русской». Главная идея сочинения — обоснование права Романовых на российский престол: доказательства их связи с династией Рюриковичей, а через неё с римским императором Августом (см. также 1672 и 1673 года)[20][21].
- Ордин-Нащокин Афанасий Лаврентьевич, покровительствовал нидерландскому купцу П. Г. Марселису, получившему совместно с сыном Л. П. Марселисом, благодаря стараниям Ордина-Нащокина, право на содержание почтовой линии Москва-Рига и организовал новую линию Москва-Вильно (начала действовать в 1669 году)[22].
- Торжественные проводы из Москвы патриарха Антиохийского Макария[23].
- Карачев подвергся нападению крымских татар[24].
- Пожалованы боярством: ближний боярин Одоевский Яков Никитич (боярин с 1663)[23].
- Местничество:
  - Хованский Пётр Иванович и Куракин Григорий Семёнович[25].
  - Волконский Яков Петрович и Барятинский Данила Афанасьевич[25].
  - Кобяков Леонтий Никитич и Дмитриев Михаил Михайлович (второй раз в 1676 году)[25].
  - Засецкий Фёдор Григорьевич и Дмитриев Михаил Михайлович[25].
  - Яковлев Роман Елизарьевич, Яковлев Евдоким Елизарьевич против Дмитриев Михаил Михайлович[25]

### Города и поселения
- Основан острог Камышенка (сов. г. Камышин), для охраны переволока с Дона на Волгу (по рекам Иловля и Камышенка)[26].
- Основан город Нолинск.
- После пожара в Спасской башне Московского Кремля восстанавливались Куранты[27].
- Сгорела Олонецкая крепость (восстановлена к 1672 году)[28].
- После постройки деревянной церкви Святого Николая Чудотворца возникло село Нолинск (сов. г. Нолинск). Село имело два названия: Никольский погост и Ноли (по названию р. Ноля, впадающая в р. Воя)[29].

### Акты и грамоты
- Издан царский закон «Урядник сокольничего пути»[30].

### Руководители приказов
| Года      | Приказ                  | Ф,И,О главы                         | Примечания            |
| --------- | ----------------------- | ----------------------------------- | --------------------- |
| 1654—1680 | Оружейная палата        | Хитрово Богдан Матвеевич            |                       |
| 1664—1680 | Большого дворца         | Хитрово Богдан Матвеевич            | Первый раз: 1653-1654 |
| 1664—1680 | Судный дворцовый приказ | Хитрово Богдан Матвеевич            |                       |
| 1667-1669 | Аптекарский приказ      | Милославский Иван Михайлович        |                       |
| 1654-1669 | Печатный приказ         | Иванов Алмаз Иванович               |                       |
| 1667-1671 | Посольский приказ       | Ордин-Нащокин Афанасий Лаврентьевич |                       |
| 1667-1669 | Малороссийский приказ   | Ордин-Нащокин Афанасий Лаврентьевич |                       |
| 1667-1671 | Владимирская четверть   | Ордин-Нащокин Афанасий Лаврентьевич |                       |
| 1667-1671 | Галицкая четверть       | Ордин-Нащокин Афанасий Лаврентьевич |                       |
| 1667-1671 | Новгородская четверть   | Ордин-Нащокин Афанасий Лаврентьевич |                       |
| 1663-1670 | Казанского дворца       | Долгоруков Юрий Алексеевич          |                       |
| 1666-1670 | Большой казны           | Одоевский Никита Иванович           | Боярин                |
| 1666-1670 | Иноземский приказ       | Одоевский Никита Иванович           | Боярин                |
| 1666-1670 | Рейтарский приказ       | Одоевский Никита Иванович           | Боярин                |
| 1668-1676 | Монастырский приказ     | Заборовский Семён Иванович          | Думный дворянин       |
| 1664-1670 | Разрядный приказ        | Башмаков Дементий Минич             | Думный дьяк           |

#### Воеводы[38]
| Года      | Город     | Ф,И,О воеводы                      | Примечания                                  |
| --------- | --------- | ---------------------------------- | ------------------------------------------- |
| 1668      | Алатырь   | Хрущов Тимофей Устинович           | Стольник                                    |
| 1666-1668 | Арзамас   | Бестужев Григорий Иванович         |                                             |
| 1668      | Арзамас   | Шелешпанский Степан Семёнович      |                                             |
| 1666-1668 | Астрахань | Хилков Иван Андреевич              | Боярин                                      |
| 1668-1670 | Астрахань | Прозоровский Иван Семёнович        | Стольник                                    |
| 1668      | Батурин   | Клокачев Тимофей Дмитриевич        | Продан черкасами в Крым                     |
| 1667-1670 | Берёзов   | Гагарин Пётр Афанасьевич           |                                             |
| 1668      | Болхов    | Зеленой И. А.                      |                                             |
| 1667-1668 | Боровск   | Карцев Тихомир Фаддеевич           | Рейтарский поручик                          |
| 1666-1668 | Брянск    | Волконский Андрей Михайлович       | Стольник, ум. 1668 на воеводстве            |
| 1668      | Брянск    | Щербатов Константин Осипович       | Стольник                                    |
| 1668      | Брянск    | Щербатов Семён Лукич               | Стольник                                    |
| 1668      | Бежецк    | Березин Иван                       | Губной староста                             |
| 1666-1668 | Белгород  | Барятинский Юрий Никитич           | Окольничий                                  |
| 1668      | Белгород  | Ромодановский Григорий Григорьевич | До этого: 1656, 1658, 1660, 1662, 1663-1664 |

## Начало правления
См. также: Список глав государств в 1668 году

## Наука и искусство
- Эдм Мариотт открыл слепое пятно.

## Родились
См. также: Категория:Родившиеся в 1668 году

## Скончались
См. также: Категория:Умершие в 1668 году
- 7 (17) июня — Иван Мартынович Брюховецкий, военный и государственный деятель, гетман Левобережной Украины (1663-1668)[15].
- 19 (29) мая — русский государственный деятель и дипломат, боярин (с 1648), отец царицы Марии Ильиничны, тесть царя Алексея Михайловича[39].

## Литература

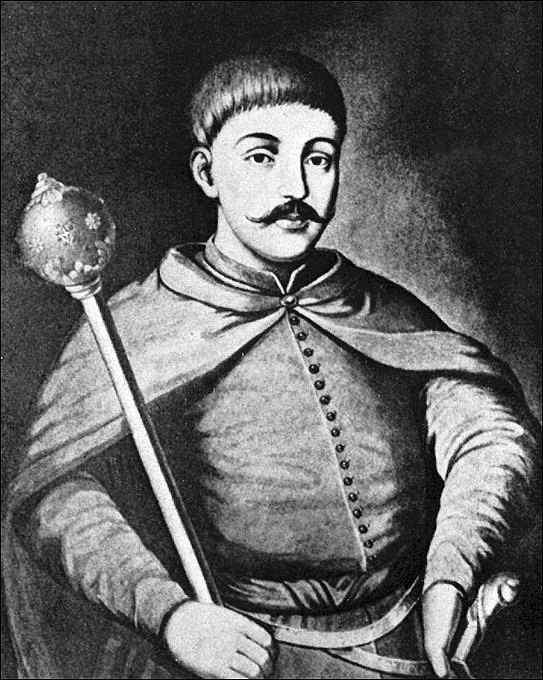
Украинский гетман И. М. Брюховецкий